# Rjúiči Sakamoto
Rjúiči Sakamoto (japonsky: 坂本龍一, Sakamoto Rjúiči; 17. ledna 1952 Tokio – 28. března 2023 Tokio) byl japonský hudební skladatel a klavírista. Svou profesionální kariéru zahájil v roce 1977 jako člen elektronického uskupení Yellow Magic Orchestra. Později spolupracoval s řadou dalších hudebníků, mezi které patří David Sylvian, Arto Lindsay a Hector Zazou. Složil rovněž hudbu k několika filmům, mezi které patří Poslední císař (1987), Femme Fatale (2002) nebo Hedvábná cesta (2007).
V roce 2014 mu byla diagnostikována rakovina krku. Později se jeho stav zlepšil, ale v roce 2021 mu byla diagnostikována rakovina konečníku.